# Karl Hils
Karl Hils (* 29. November 1889 in Thann, Elsass; † 1. Oktober 1977 in Stuttgart) war ein deutscher Bildhauer, Kunstpädagoge, Autor und Hochschullehrer.

## Leben und Wirken
Karl Hils wurde als Sohn des gleichnamigen Münsterbaumeisters und Bildhauers Karl Hils in Thann im Elsass geboren. Nach Gymnasium und Bildhauerlehre besuchte er von 1909 bis 1913 die Landeskunstschule in Straßburg, wo er sich zum Zeichenlehrer für höhere Schulen ausbilden ließ. Nach dem Referendariat im Jahre 1914 am Gymnasium in Mülhausen unterbrach der Erste Weltkrieg – Hils kam in französische Zivilgefangenschaft – seine pädagogische Laufbahn. Nach Kriegsende als Zeichenlehrer in Straßburg tätig, kam er schon bald über Schramberg nach Stuttgart, wo er noch als Dreißigjähriger bei Arnold Waldschmidt und Adolf Hölzel Gaststudierender wurde. Zeitlebens hat er die Bedeutung der Begegnung mit Hölzel hervorgehoben.
Von 1921 bis 1946 war Karl Hils, engagierter Vertreter der Reformpädagogik und Kunsterziehungsbewegung, Kunsterzieher an verschiedenen Stuttgarter Gymnasien. Dies war eine an Aktivitäten reiche Zeit, nicht allein hinsichtlich seines fortwährenden künstlerischen und kunstpädagogischen Experimentierens mit verschiedenen Materialien: So führte er von 1922 bis 1933 Lehrgänge beim Verein Württembergischer Zeichenlehrer unter der Leitung von Gustav Kolb durch, war bei der Referendarausbildung tätig und engagierte sich bei der Zeitschrift „Kunst und Jugend“ mit Beiträgen und Redaktionsarbeit. Zahlreiche Studienreisen führten ihn nach Italien, Spanien, Portugal, Frankreich, England, Nordafrika, in die skandinavischen Länder, die Slowakei, nach Ungarn, wo er die Volkskunst studierte. Als Fachvertreter nahm er an internationalen Kongressen in Locarno und Prag teil, war zeitweilig Mitarbeiter an der Arbeitsschule in Jena und von 1932 bis 1933 auch Kursleiter am Pestalozzianum in Zürich.
Am 1. November 1946 wurde Karl Hils als künstlerischer Lehrer für das Fachgebiet Werken und zugleich als Leiter der Bildhauervorklasse an die von Theodor Heuss im Gebäude der ehemaligen Kunstgewerbeschule am Weißenhof neu konstituierte Staatliche Akademie der Bildenden Künste Stuttgart berufen. 1949 zum Dozent ernannt, erhielt er noch im selben Jahr den Professortitel. Ende des Wintersemesters 1954/55 – die von ihm unter großen räumlichen und ausstattungsmäßigen Schwierigkeiten aufgebaute Werkklasse, welche die Lehramtskandidaten im Studiengang Kunsterziehung für zwei Semester zu durchlaufen und mit der „Werkprüfung“ abzuschließen hatten, war zum eigentlichen Schwerpunkt seines Lehramts geworden – trat er in den Ruhestand. Während dieser Zeit, in der er an der Akademie vornehmlich in Willi Baumeister einen „Gesinnungsgenossen“, bei Gerhard Gollwitzer in Organisationsfragen Unterstützung fand, leistete er weithin anerkannte Ausbildungsarbeit an jungen Kunsterziehern, Werklehrern und Bildhauern. Seine Studenten verehrten ihn, sie nannten ihn „Papa Hils“. Horst Bachmayer, Gerlinde Beck, Emil Cimiotti, Emil Jo Homolka, Jörg Kicherer, Sieger Köder, Ottmar Mohring, Georg Karl Pfahler und sein Nachfolger an der Akademie, Christoff Schellenberger, das sind ein paar Namen aus einer großen Schar von Absolventen.
„Aber auch nach seiner Emeritierung“, war am 28. November 1969 in den Stuttgarter Nachrichten anlässlich seines 80. Geburtstags zu lesen, „überließ er sich nicht müßiger Zurückgezogenheit. Er hielt und hält Kurse, Vorträge, gibt Anregungen in der ‚Elternschule‘, ist Gastdozent am Institut für Tiefenpsychologie und Psychotherapie. Auch darin sieht er eine Aufgabe: die heilenden Kräfte des Formens und Werkens für Kranke fruchtbar zu machen. Und schließlich seine Tätigkeit an der Neurose-Klinik: Arbeit mit Patienten, Malen und Modellieren vor allem, deren Ergebnis dem analysierenden Arzt Einblick in Zustand und Fortschritt des Kranken gewährt.“ Das Resümee dieses rastlosen Wirkens lieferte seine letzte größere, im Jahre 1971 bei der Wissenschaftlichen Buchgesellschaft in Darmstadt erschienene Buchveröffentlichung „Therapeutische Faktoren im Werken und Formen“. Zuvor waren es Bücher wie „Formen in Ton“, „Erdkundliche Werkarbeit“, „Werken für alle“ – ein Buch, das mit einem Vorwort des Kunstwissenschaftlers Herbert Read auch in englischer Sprache erschien – oder das in mehrere Sprachen übersetzte „Werkbuch für die Familie“, die ihn als „Pionier auf dem Gebiet der Kunstpädagogik“ geradezu populär werden ließen. In seinem Nachruf schrieb Akademierektor Wolfgang Kermer, der Karl Hils noch kurz vor dessen Tod bei der Eröffnung der großen Oskar-Schlemmer-Retrospektive im Württembergischen Kunstverein Stuttgart „in seiner begeisterungsfähigen Art und bei anscheinend bester Gesundheit“ erlebt hatte: „Ein außergewöhnlich schöpferisches, dem Gestalten, Bilden und Erziehen verschriebenes Leben ist erloschen. Karl Hils wird uns fehlen.“
Karl Hils war Ehrenmitglied der Staatlichen Akademie der Bildenden Künste Stuttgart und Träger des Bundesverdienstkreuzes 1. Klasse.

## Schriften (Auswahl)
- Der Holz- u. Linolschnitt – eine kurze Anleitung f. Schüler u. Lehrer. J.F.Schreiber, Eßlingen/München 1922.
- Schattenrißkunst für Jung und Alt. J.F.Schreiber, Eßlingen/München 1925.
- Karl Hils, Erwin Silber: Erdkundliche Werkarbeit. J.F.Schreiber, Eßlingen/München 1928.
- Spielzeug selbstgemacht. Siegle-Verlag, Stuttgart 1939.
- Werken für alle. Otto-Maier-Verlag, Ravensburg 1953.
- Spielsachen zum Selbermachen. Otto-Maier-Verlag, Ravensburg 1956.
- Formen in Ton. Bärenreiter-Verlag, Kassel 1961.
- Werkbuch für die Familie. Otto-Maier-Verlag, Ravensburg 1965.
- Therapeutische Faktoren im Werken und Formen. Wissenschaftliche Buchgesellschaft, Darmstadt 1971, ISBN 3-534-03351-5.

## Übersetzungen
- The Toy Its value, construction and use. Ward, London 1959, OCLC 721289454 (englisch, deutsch: Spielsachen zum Selbermachen. Übersetzt von Edward Fitzgerald).
- Crafts for all. Crafts for all. 2. Auflage. Routledge & Paul, London 1960 (englisch, deutsch: Werken für alle.).
- Creative Crafts. Batsford, London 1966 (englisch, deutsch: Werkbuch für die Familie.).
- Saamen an het Werk. Cantecleer, De Bilt 1966 (niederländisch, deutsch: Werkbuch für die Familie. Übersetzt von Marian van Vliet-Dönszelmann).
- Activités manuelles en famille. Dessain & Tolra, Paris 1967 (französisch, deutsch: Werkbuch für die Familie. Übersetzt von Wim. F. Sornin-Lassche).
- Actividades manuales en el hogar. Editorial Bouret, Paris 1969 (spanisch, deutsch: Werkbuch für die Familie. Übersetzt von G. Llopis).